# Ighrem n’Ougdal
Ighrem n’Ougdal (arabisch اغرم نوكدال, Taschelhit ⵉⵖⵔⵎ ⵏ ⵓⴳⴷⴰⵍ Iɣrem n Ugdal) ist ein hauptsächlich von Berbern bewohntes Dorf mit etwa 1500 Einwohnern und zugleich Hauptort einer Landgemeinde (commune rurale) mit etwa 13.500 Einwohnern in der Provinz Ouarzazate (Region Drâa-Tafilalet) in Marokko.

## Lage und Klima
Der entlang des Assif n’Imini weit verzweigte Ort liegt auf der Südabdachung des Hohen Atlas etwa 20 km südlich des Tizi n’Tichka-Passes in einer Höhenlage von etwa 1800 m. Der Ortskern, in welchem auch der Agadir (Speicherburg) steht, liegt unmittelbar an der Hauptstraße N 9 von Ouarzazate nach Marrakesch. Das Klima ist zumeist trocken und wegen der Höhenlage oft auch neblig und kühl; Regen (ca. 150 mm/Jahr) fällt nahezu ausschließlich im Winterhalbjahr.

## Bevölkerung
| Jahr      | 1994   | 2004   | 2014   | 2024   |
| Einwohner | 13.634 | 14.014 | 14.804 | 13.727 |

Die Einwohner der Landgemeinde sind nahezu ausnahmslos Angehörige verschiedener Berberstämme; mehrere Familien sind bereits abgewandert.

## Geschichte
Wie bei den meisten Siedlungen der Berber im südlichen Marokko ist – mangels schriftlicher Aufzeichnungen – über die Geschichte des Ortes nichts bekannt. Auch über das ungefähre Alter der Speicherburg (im Hohen Atlas meist igherm genannt) besteht somit Unklarheit.

## Dorf

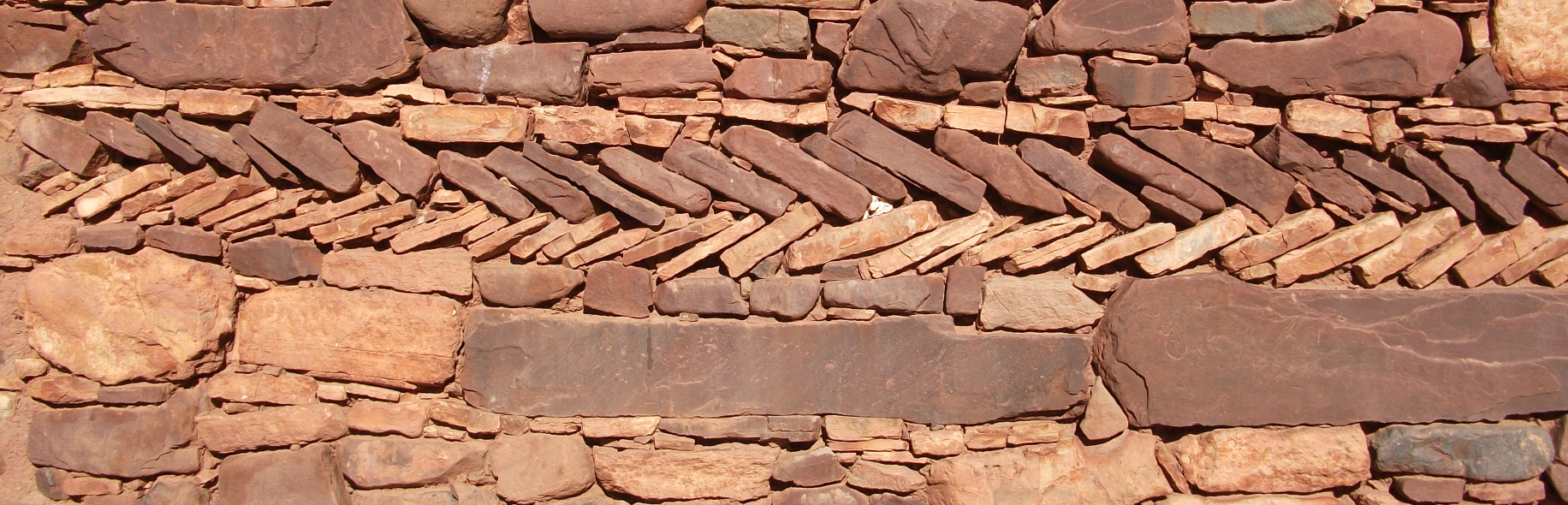
Fischgrätmuster an einem Gehöft

Die größtenteils aus Hohlformsteinen und mit Decken aus Beton erbauten neuen Häuser liegen über ein relativ großes Areal verstreut; alte Bruchsteinhäuser sind nur in Ausnahmefällen erhalten und gehören meist den ärmsten Familien des Dorfes. Am alten, unmittelbar neben dem Agadir gelegenen Gehöft der Wächterfamilie ist in der Außenwand ein aus schräggestellten Bruchsteinen gelegtes Fischgrätmuster zu sehen, welches ursprünglich wahrscheinlich eine Unheil abwehrende (apotropäische) Bedeutung hatte.

## Agadir
Einzige Sehenswürdigkeit des Dorfes ist der mächtige, im Ortszentrum gelegene und mit finanzieller Hilfe der UNESCO in den 1990er Jahren restaurierte Agadir. Er war ursprünglich in Gemeinschaftsarbeit von den Familien des Ortes errichtet worden und auch heute noch befindet er sich in deren Eigentum, wird aber kaum noch genutzt.

### Außenbau
Der rechteckige, zweigeschossige und mit vier Ecktürmen versehene Bau ruht auf natürlichem Fels bzw. auf einem von Menschenhand aufgehäuften Sockel aus Bruchsteinen, wodurch aufsteigende Bodenfeuchte und damit Schimmelbefall abgehalten wurde. Der eigentliche Baukörper besteht aus mit Pflanzenresten und kleinen Steinen vermischtem Lehm. Schießschartenähnliche Lüftungsöffnungen wie auch jegliches Baudekor – v. a. an den Türmen – fehlen. Die Sparren des Daches waren ursprünglich mit Schilfmatten und Erde abgedeckt; bei der Restaurierung wurden Plastikplanen anstelle der – alle paar Jahre erneuerungsbedürftigen – Schilfmatten eingezogen.
Die mächtigen Ecktürme treten unterschiedlich weit aus dem Baukörper hervor und überragen das Bauwerk um jeweils ca. 1,60 Meter. In ihnen standen aus Baum- oder Palmstämmen gefertigte Trittstämme, die einen Aufstieg auf das Dach ermöglichten, das im Verteidigungsfall die letzte Rückzugsmöglichkeit darstellte.

### Inneres

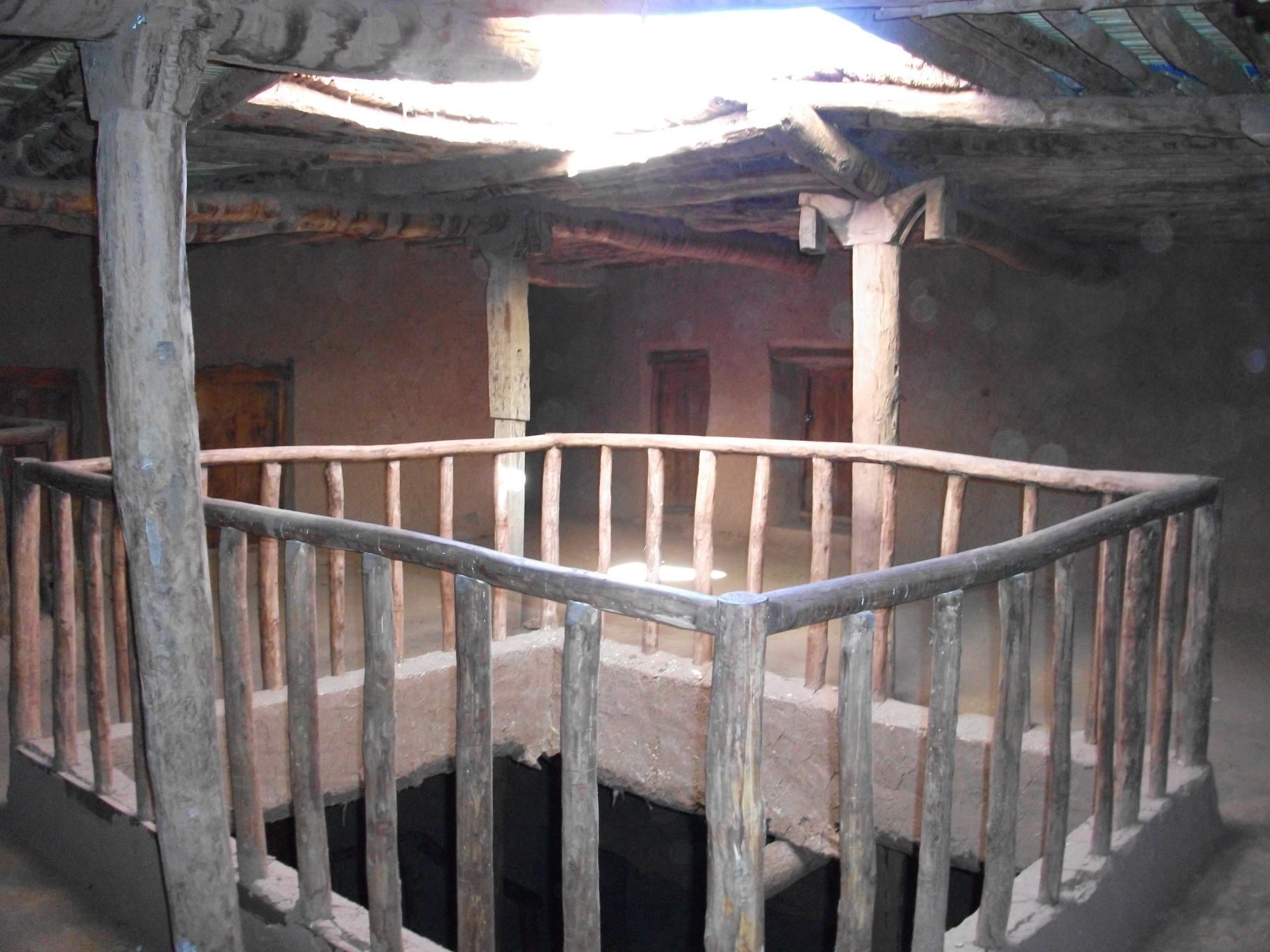
Lichthof des Agadir

Jede Familie des Dorfes besaß früher eine der etwa 50 – um einen Lichthof herum gruppierten und auf zwei Geschosse verteilte – Speicherkammern zur sicheren Lagerung von haltbaren Nahrungsvorräten (Getreide, Öl, Mandeln, Datteln, Trockenfrüchte etc.) sowie von Waffen und Ackergeräten. Die Kammern im Erdgeschoss waren über Treppen oder über Trittstämme erreichbar. Alle Kammern waren durch Holztüren verschließbar, die größtenteils verschwunden sind; die heute sichtbaren Türen entstammen zumeist der Restaurierungsphase. Die hölzernen Stützen des Lichthofes zeigen als Kapitelle archaische wirkende Tierkopfmotive. Das umlaufende Geländer ist eine Zutat aus der Restaurierungsphase sein, denn es ist nicht mit den Stützen verbunden.

### Bedeutung
Der vielleicht nur etwa 150 bis 200 Jahre alte Agadir von Ighrem n’Ougdal gehört zu den – im Vergleich zu den vielen Bauten im Antiatlas – seltenen Speicherburgen des Hohen Atlas (siehe auch Tazlaft). Die figürlich-abstrakt beschnitzten Kapitelle der hölzernen Stützen sind ohne künstlerische Parallele im Berbergebiet.

## Umgebung
Wenige Kilometer unterhalb des Tizi n’Tichka-Passes zweigt in Richtung Osten eine asphaltierte Straße nach Telouet, dem Stammsitz des Glaoua-Clans, ab. Von dort und von der noch sehr ursprünglich gebliebenen Ortschaft Anemiter aus sind Wander- und Trekkingtouren in die Bergwelt des Hohen Atlas möglich. Die Straße von Télouet nach Ait Benhaddou ist im Jahre 2011 asphaltiert worden.